# Schweizer Eishockeymeisterschaft 1932/33
Die Saison 1932/33 war die 23. reguläre Austragung der Schweizer Eishockeymeisterschaft. Meister wurde der HC Davos.

## Hauptrunde

### Serie Ost
Der HC Davos qualifizierte sich für die Finalrunde.

### Serie Zentral
Der Zürcher SC qualifizierte sich für die Finalrunde.

### Serie West
Der HC Château-d’Oex qualifizierte sich ohne Gegner für die Finalrunde.

## Finalrunde
| Pl. | Team             | Sp. | S | U | N | Pkt. |
| --- | ---------------- | --- | - | - | - | ---- |
| 1.  | HC Davos         | 2   | 2 | 0 | 0 | 4    |
| 2.  | Zürcher SC       | 2   | 1 | 0 | 1 | 2    |
| 3.  | HC Château-d’Oex | 2   | 0 | 0 | 2 | 0    |